# Lofeagai
Lofeagai é um povoado na ilha de Fongafale, no arquipélago de Funafuti, em Tuvalu. Segundo o censo de 2002 tem uma população estimada em 399 habitantes.